# Панин, Никита Иванович
Граф Ники́та Ива́нович Па́нин (15 [26] сентября 1718 — 31 марта [11 апреля] 1783) — русский государственный деятель, дипломат из рода Паниных, наставник великого князя Павла Петровича, глава русской внешней политики в первой половине правления Екатерины II. Автор плана «Северного Аккорда» и одного из первых в России конституционных проектов.

## Ранние годы

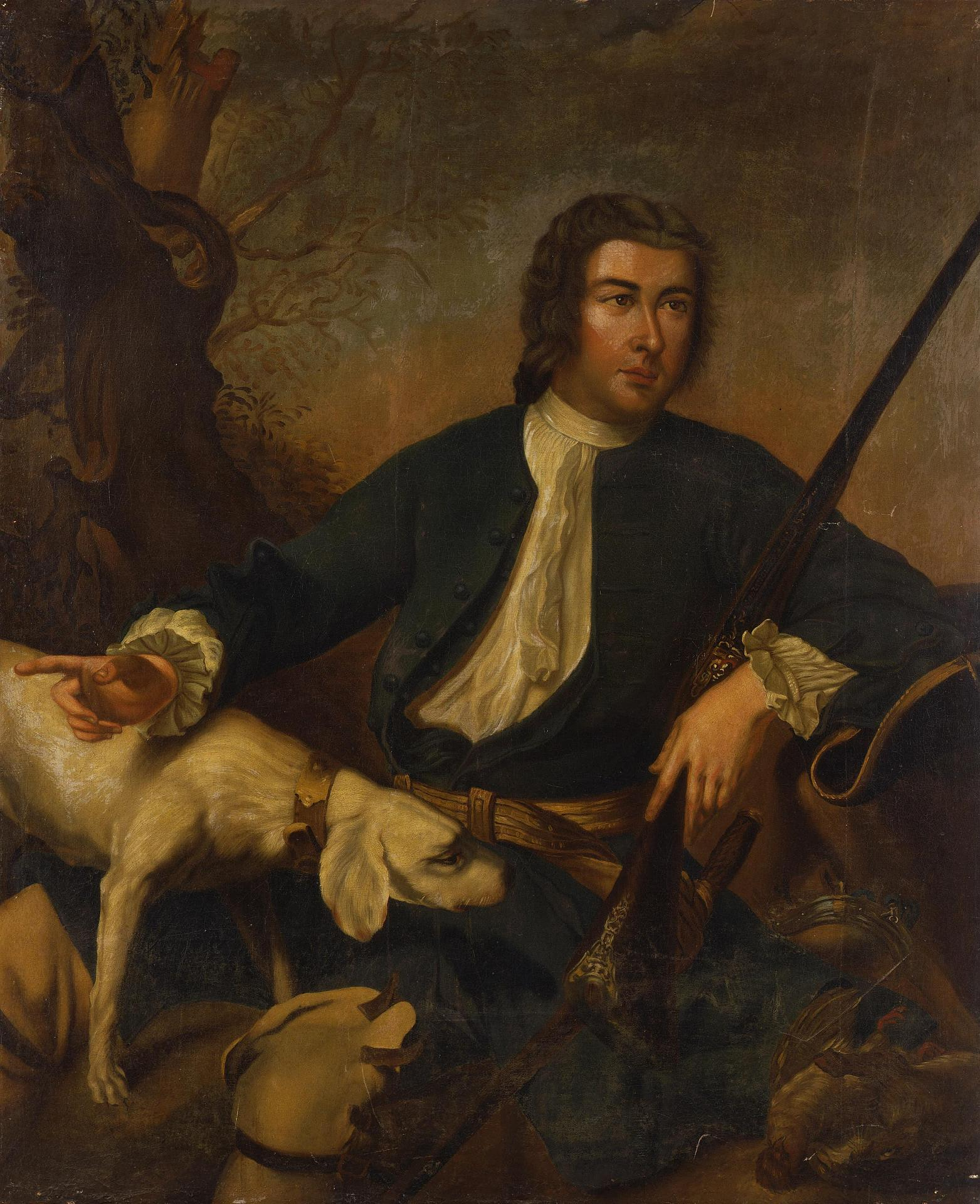
Портрет Никиты Панина в молодости

По утверждениям дореволюционных авторов, приходился (по матери) внучатым племянником светлейшему князю А. Д. Меншикову; его тётка была женой родственного императорской фамилии М. И. Леонтьева. Родился 15 сентября 1718 года в Данциге, детство провёл в Пернове, где отец его Иван Васильевич Панин (1673—1736) был комендантом. Брат генерала Петра Панина, шурин дипломатов И. И. Неплюева и А. Б. Куракина.
В 1740 году из вахмистров конной гвардии произведён в корнеты. Обратил на себя внимание Елизаветы Петровны и одно время считался опасным соперником Разумовского и Шувалова.
В 1747 году назначен послом в Данию, но уже через несколько месяцев перемещён в Стокгольм, где и пробыл 12 лет; здесь он должен был бороться против усиления королевской власти (при слабости которой русское правительство надеялось иметь больше влияния), а, следовательно, против представителей Франции.
За время своего пребывания в Швеции Панин, по отзывам современников, проникся симпатиями к конституционному строю. Он был креатурой канцлера Бестужева, а потому положение его с падением последнего и с переворотом, происшедшим во второй половине 1750-х гг. в русской политике (сближение России с Францией, англо-прусская конвенция), стало очень трудным.
Имея могущественного врага в лице графа Воронцова, заменившего Бестужева, Панин неоднократно просился в отставку, когда неожиданно был назначен (29 июня 1760 г.), вместо заболевшего Бехтеева, воспитателем Павла Петровича. Панин сблизился с Екатериной, в особенности по смерти Елизаветы.
Пётр III, хотя и пожаловал его чином действительного тайного советника и орденом Андрея Первозванного, не доверял ему и всегда держал при нём одного из своих флигель-адъютантов. Панин понимал необходимость переворота, но, по словам самой Екатерины, желал его в пользу Павла Петровича.

## Проект ограничения самодержавия
Когда после переворота 1762 года, в котором сам Панин, вместе с Дашковой, очень с ним близкой, принимал живое участие, власть осталась за Екатериной, он сделал, по мнению историка С. М. Соловьёва, попытку ограничить произвол этой власти, представив императрице проект учреждения Императорского совета и реформы Сената.
Во введении к проекту Панин, по мнению историка, давал резкую критику господствовавшего в управлении произвола («в производстве дел всегда действовала более сила персон, чем власть мест государственных») и предложил учреждение Совета из 6—8 членов-министров; все бумаги, которые требуют подписи государя, должны были проходить через этот совет и быть заверены кем-либо из министров. Сенату проект представлял право «иметь свободность представлять на Высочайшие повеления, если они… могут утеснить законы или благосостояние народа».
Этот проект был отклонён императрицей. В письме к Вяземскому она писала: «иной думает для того, что он был долго в той или другой земле, то везде по политике той или другой его любимой земли все учреждать должно». Несмотря на это, Панин не потерял своего положения, скорее всего, благодаря исключительным обстоятельствам вступления Екатерины на престол и своему влиянию на Павла, воспитателем которого он был; Екатерина, по её собственным словам, опасалась удалить его. Более осторожное мнение по вопросу отклонения проекта Панина высказывал Н. Д. Чечулин.
Этой ролью Панина объясняется и положение его во все последующее время среди борющихся придворных партий (он всегда должен был бороться против Орловых) и отношения его к императрице, которые никогда не были искренни и хороши. Его до самого последнего времени обвиняли, между прочим, в том, что он намеренно развращал Павла и из своих личных целей содействовал разладу между императрицей и её сыном; но из записок Порошина видно, что он очень серьёзно относился к своей задаче в качестве воспитателя.

## Внешнеполитическая деятельность

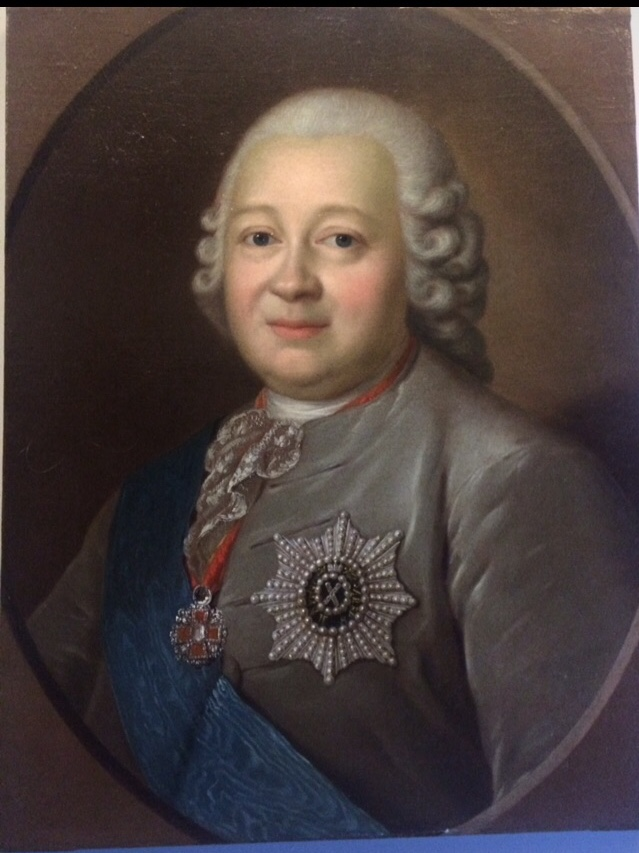
Федор Рокотов (1760е) Портрет графа Никиты Ивановича Панина

С именем Панина связаны все вопросы внешней политики русского правительства за время от 1762 до 1783 годов. Будучи сначала неофициальным советником императрицы, он в 1763 г., по увольнении в отпуск Воронцова, сделан старшим членом иностранной коллегии. Вскоре затем, по удалении Бестужева, ему было поручено заведование всеми делами коллегии, хотя канцлером он никогда не был.
Разрешение вопросов об отношениях России к государствам Северной Европы привело Панина к созданию системы так называемого «Северного Союза», или «Северного Аккорда», навлекшей на него обвинение в доктринерстве. Этой системой Панин хотел, для возвеличения престижа и значения России, создать вокруг неё союз всех северных держав, для противодействия стремлениям Бурбонской и Габсбургской династий; с этой целью он старался — в общем безуспешно — соединить государства, интересы которых были совершенно противоположны, как, например, Пруссию с Англией и Саксонией.
Фридрих II, которому нужен был союз только с Россией, мешал осуществлению панинского проекта. При реализации этой системы Панин главное своё внимание обратил на отношение к Швеции, причём политика его в этом направлении была очень неудачна: его попытка подчинить Швецию исключительно русскому влиянию и устранить французское стоила России громадных денег и не привела к желанному результату. Как бы ища предлога к вооружённому вмешательству, Панин объявил малейшее изменение шведской конституции предлогом к разрыву; но когда, в 1772 году, Густав III восстановил самодержавие, Россия, занятая турецкой войной, должна была с этим примириться, и дело обошлось без войны со Швецией, особенно благодаря вмешательству Фридриха II.
Одновременно с вопросом о «Северном Аккорде» должны были быть разрешены вопросы об отношениях к Польше и Пруссии. С Пруссией Панин заключил союз, давший России возможность расширить своё влияние в Польше. До 1772 г. он не был, кажется, столь слепым сторонником Пруссии, каким его выставляли. Польшу он стремился включить, во всем её объёме, в сферу влияния России, и не был склонен делить это влияние, а тем более — саму территорию Польши.
Его энергии до известной степени русская политика обязана была возведением на престол Станислава Понятовского; не менее энергично и вполне в согласии с Екатериной Панин действовал в диссидентском вопросе, видя в расширении прав диссидентов усиление русского влияния; всех своих требований в этом направлении он не мог, однако, провести. В вопросе об уничтожении liberum veto Панин некоторое время расходился как с Екатериной, так и с Фридрихом, полагая, что усиление Польши может быть только выгодно для России, которая будет иметь в ней полезную союзницу. Но он не предусмотрел тех осложнений, которыми грозило вмешательство во внутренние дела Польши, и был совершенно не подготовлен к вспыхнувшей в 1768 г. войне с Турцией. Эта война весьма неблагоприятно отразилась на его положении; во всех неудачах обвиняли его; он был виновен и в разрыве с Турцией, и в том, что Россия осталась в этой борьбе без союзников. В то же время этой войной воспользовался Фридрих II, чтобы привести к осуществлению давно уже висевший в воздухе проект разделения Польши между Австрией, Россией и Пруссией. Соглашение по этому поводу приводило к концу войну с Турцией, так как устраняло вмешательство Австрии; Турция одна бороться долго не могла. На приобретение части Польши нельзя было смотреть, как на победу, так как Австрия и Пруссия получили лучшие части даром. Панина упрекали за усиление Пруссии; Орлов говорил, что люди, составлявшие раздельный договор, заслуживают смертной казни. С этого времени положение Панина становится особенно тяжёлым, он оставался сторонником союза с Пруссией, а императрица все более склонялась к Австрии; вместе с тем всё более усиливался разлад между нею и Павлом, ближайшим другом и советником которого он был.
В 1771—72 г. особенно сильна была борьба между партиями Панина и Орловых. Когда было решено вступление Павла в брак, он сумел обеспечить за собой влияние на будущую его супругу. Екатерина была очень недовольна этим вмешательством Панина в её семейные дела и воспользовалась женитьбой Павла, чтобы удалить его от должности воспитателя. Она богато его одарила; в 1773 г. он стал первым в истории действительным тайным советником 1-го класса (что соответствовало чину государственного канцлера). Вместе с тем императрица с радостью писала (октябрь 1773 г.) г-же Бьелке, что «дом её очищен».
Отношения между Екатериной и обоими братьями Паниными (см. Пётр Иванович Панин) были очень натянутые; с крайним неудовольствием назначила она Петра Панина главнокомандующим против Пугачёва. К этому времени относится записанный декабристом М. А. Фонвизиным рассказ о составленном, будто бы только Д. И. Фонвизиным, который состоял секретарём Панина, под руководством самого Панина, проекте конституции и о заговоре против Екатерины.
После смерти первой жены Павла и после женитьбы его на Марии Феодоровне Панин сумел сохранить своё влияние на молодой двор, так что даже родители последней действовали согласно его указаниям; этим влиянием он пользовался, чтобы сохранить за собой прежнее положение и отстоять союз с Пруссией, срок которому истекал в 1777 г. Воспитанный Паниным, Павел был страстным поклонником Фридриха II. Когда же после Тешенского мира Екатерина, окончательно склонилась на сторону Австрии, Панину пришлось вступить в борьбу с влиянием Иосифа II, который в конце концов успел сблизиться с великокняжеской четой, предложив выдать сестру Марии Феодоровны за своего племянника, наследника австрийского престола.
Екатерина была очень недовольна происками Панина против этого брака; об опале его ходили слухи уже в начале 1781 года. В некоторой малоразъясненной связи находится опала Панина и с деятельностью его по вопросу о декларации «вооружённого нейтралитета» и с отношениями его к Потёмкину, который, вместе с английским послом Гаррисом, действовал против него. Вопрос о том, кому принадлежит инициатива декларации 1780 года — Панину или Екатерине, остаётся открытым. В мае 1781 года Панин взял отпуск и удалился в пожалованное ему имение Дугино, но в сентябре того же года вернулся в Петербург и старался задержать заграничную поездку Павла, которая должна была повлечь за собой ещё большее сближение «молодого двора» с Иосифом II.
Во время этого заграничного путешествия Панин поддерживал переписку с Павлом. В то же время разыгралось известное бибиковское дело; в перлюстрованных письмах Бибикова к Куракину (близкому родственнику и другу Панина), сопровождавшему Павла Петровича, Екатерина прочла жалобы на страдания отечества и «грустное положение всех добромыслящих». Екатерина придавала этому делу большое значение и искала за Бибиковым и Куракиным более важных лиц. По возвращении молодой четы из-за границы отношения Павла к Панину несколько изменились к худшему. 31 марта 1783 года Панин умер.

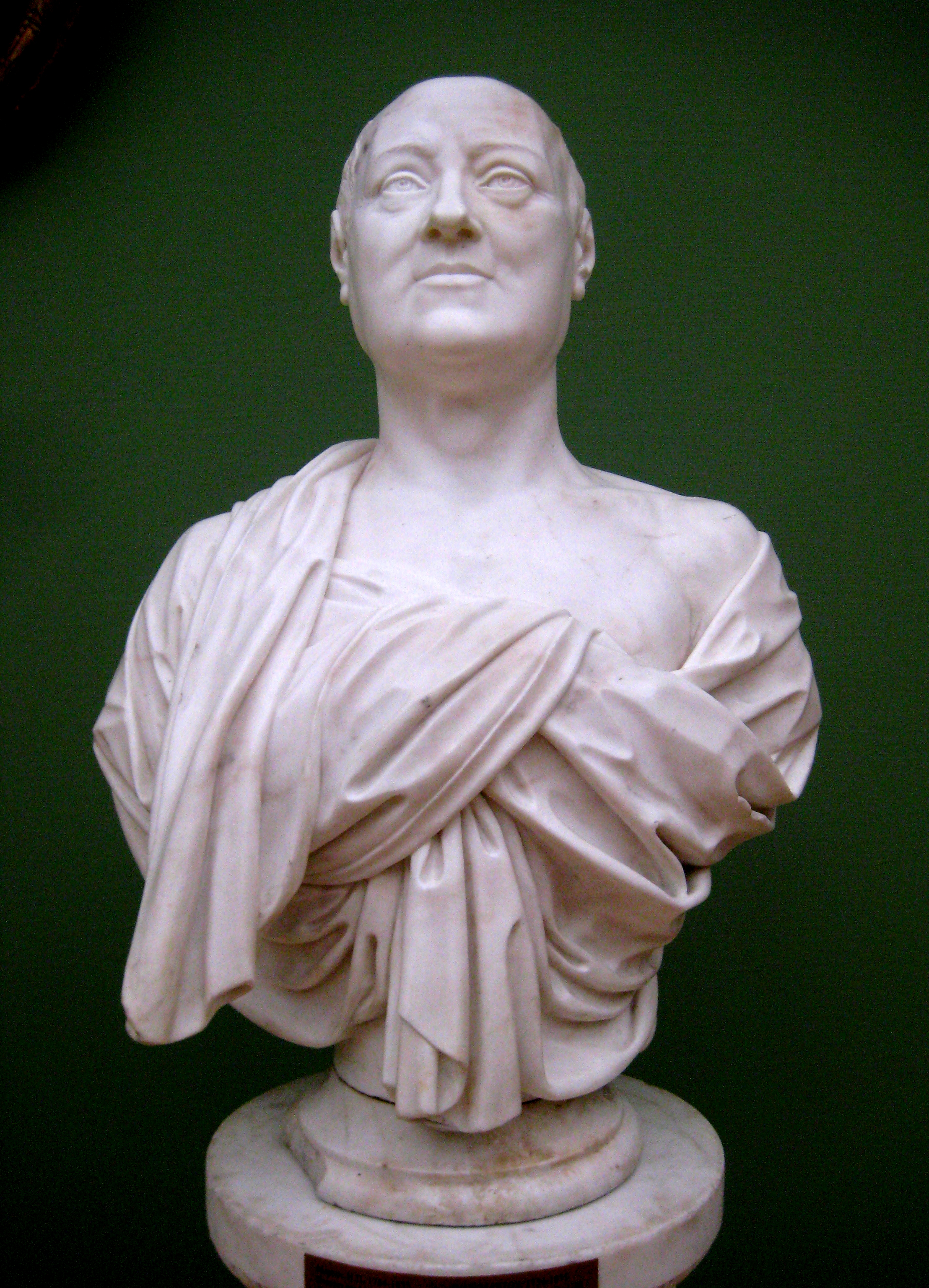
Антикизированный бюст работы Ивана Мартоса, 1780

## Конституционный проект
В течение последних отпущенных ему лет вместе с братом, генералом Петром Паниным, он подготовил конституционный проект, который после смерти и самого Панина, и его брата доверенные лица последнего передали воцарившемуся Павлу I. Это был первый конституционный проект в российской истории. Он состоял из двух частей. В первой — преамбуле — разъяснялось, почему Россия нуждается в правительстве, подчинённом «фундаментальным и непременным законам». Вторая часть была наброском конституции (без употребления этого слова), который Пётр Панин сделал на основе разговоров со своим умирающим братом. В преамбуле Никита Панин подчёркивал, что верховная власть вверяется государю «для единого блага его подданных». Он исходил из предпосылки, что источник власти каждого правительства — в соглашении между народом и правителем, которого народ выбрал, чтобы тот управлял им, и что основания власти только таковы. Из этого следовало, что государь не может действовать своевольно, а должен уважать законы. Там, «где произвол есть закон верховный», там «прочная общая связь и существовать не может», там нет обычной связки «взаимных прав и обязанностей», соединяющих правителя и его подданных; это государство, а не отечество, это подданные, а не граждане. Такое государство слабо: это «колосс, державшийся цепями. Цепи разрываются, колосс упадает и сам собою разрушается. Деспотичество, раздающееся от анархии, весьма редко в неё опять не возвращается». Панин особо подчёркивает значение частной собственности, которая до этого не была в России и предметом политической теории. Политическая свобода, писал он, неразрывно связана с правом собственности. Оно есть не что иное как право пользования:

 Но без вольности пользоваться, что оно значит? Равно и вольность сия не может существовать без права; ибо тогда не имела бы она никакой цели; а потому и очевидно, что нельзя никак нарушать вольности, не разрушая права собственности, и нельзя никак разрушать права собственности, не нарушая вольности.— Там же. С. 11

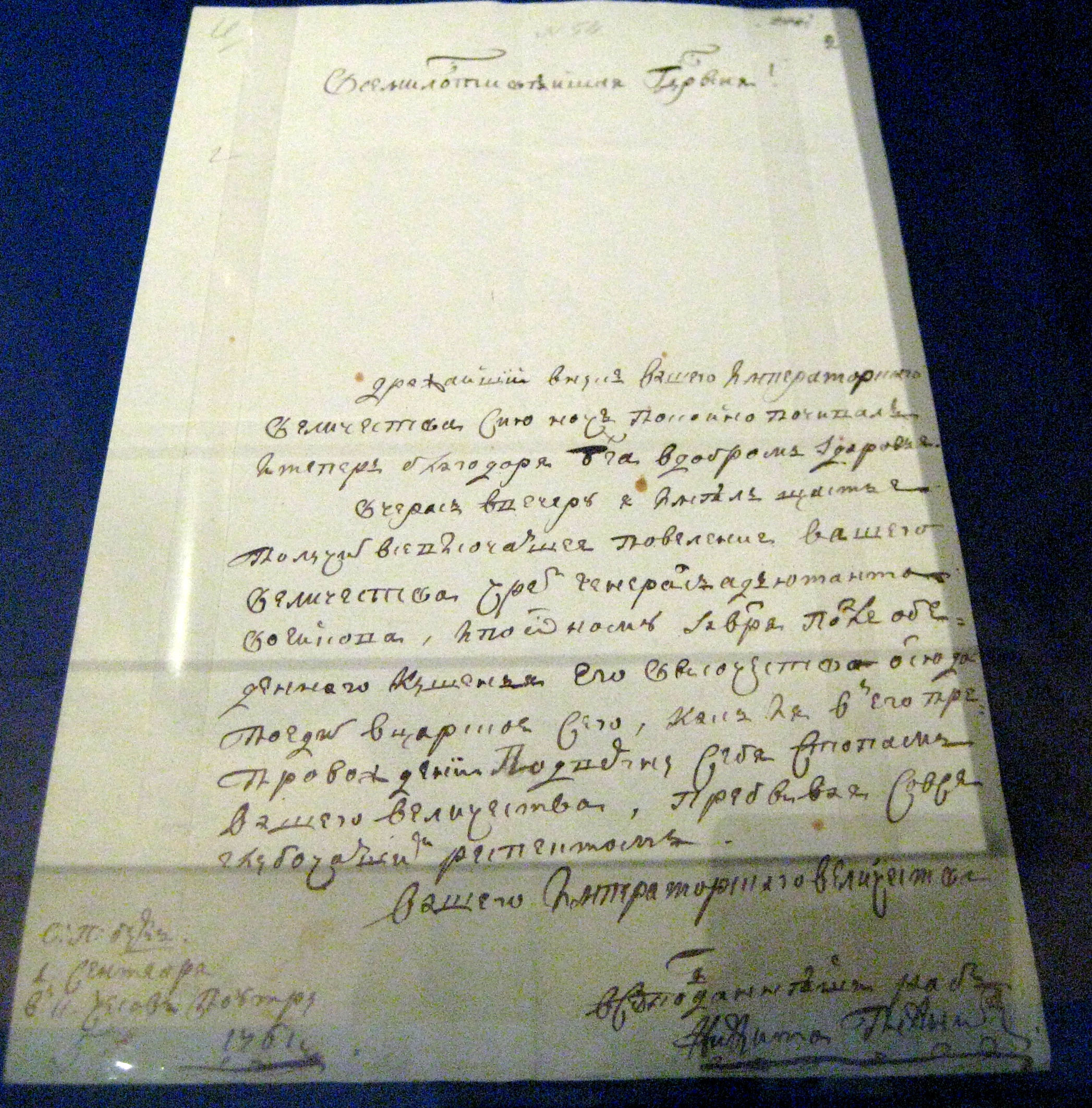
Письмо Панина к Екатерине Алексеевне (сентябрь 1761)

Свобода, соединённая с правом собственности, — это основа национального благосостояния. В этом наброске основного закона устанавливалось, чтобы российский правитель был православным, но и другие религии имели право на свободное хождение. Наследование престола, нарушенное после Петра Великого, должно быть упорядочено. Права каждого сословия провозглашались в заголовках, но не разъяснялись ниже. Каждый гражданин может делать всё, что не запрещено законом; все суды отправляют деятельность публично. Новые налоги не вводятся без предварительной дискуссии в совете министров и его аппарате. Посреди традиционно необузданного самодержавия западные идеи Панина явились противовесом, манифестирующем либеральные ценности. Этот документ через много лет повлиял на декабристов М. С. Лунина и Н. М. Муравьёва, автора проекта конституции.

## Оценка деятельности
Увековечить свою признательность Панину Павел мог лишь по смерти Екатерины, воздвигнув ему в 1797 г. памятник в церкви св. Магдалины в Павловске. Екатерина, сравнивая в письме к Гримму Панина с Орловым, ставит последнего гораздо выше и говорит, что у Панина было много крупных недостатков, но он умел их скрывать.
Граф Панин был одним из образованнейших русских людей своего времени, так что, по отзывам иностранных послов, «походил скорее на немца»; Екатерина называла его энциклопедией. Он интересовался самыми разнообразными вопросами из области государственных знаний и знаком был со многими классическими произведениями философской литературы. На гуманный образ мыслей и строгое чувство законности указывает в красноречивых словах один из наиболее близких к нему людей, знаменитый Фонвизин; о некотором свободомыслии в вопросах веры свидетельствует то, что, при приглашении в законоучители к Павлу Петровичу Платона Левшина, Панин больше всего интересовался тем, не суеверен ли он, а в письме к Воронцову, который заболел от постной пищи, говорил, что закон требует не разорения здоровья, а разорения страстей, «еже одними грибами и репою едва ли учинить можно».
Панин принадлежал к масонам. О его честности и доброте и в его время не было двух разных мнений; даже враги уважали его как личность гордую и честную. Из полученных им при вступлении Павла в брак 9000 душ он половину раздал своим секретарям, Фонвизину, Убри и Бакунину.

## Личная жизнь
Панин по натуре был сибарит, любил хорошо пожить; по словам Безбородко, у него была лучшая поварня в городе. В столице занимал дом П. В. Завадовского на Большой Морской улице, 20. Французский дипломат Лаво записал распорядок царского министра:

Он очень любил еду, женщин и игру; от постоянной еды и сна его тело представляло одну массу жира. Он вставал в полдень; его приближенные рассказывали ему смешные вещи до часу; тогда он пил шоколад и принимался за туалет, продолжавшийся до трех часов. Около половины четвёртого подавался обед, затягивавшийся до пяти часов. В шесть министр ложился отдохнуть и спал до восьми. Его лакеям стоило большого труда разбудить его, поднять и заставить держаться на ногах. По окончании второго туалета начиналась игра, оканчивавшаяся около одиннадцати. За игрой следовал ужин, а после ужина опять начиналась игра. Около трех часов ночи министр уходил к себе и работал с Бакуниным, главным чиновником его департамента. Спать он ложился обыкновенно в пять часов утра.

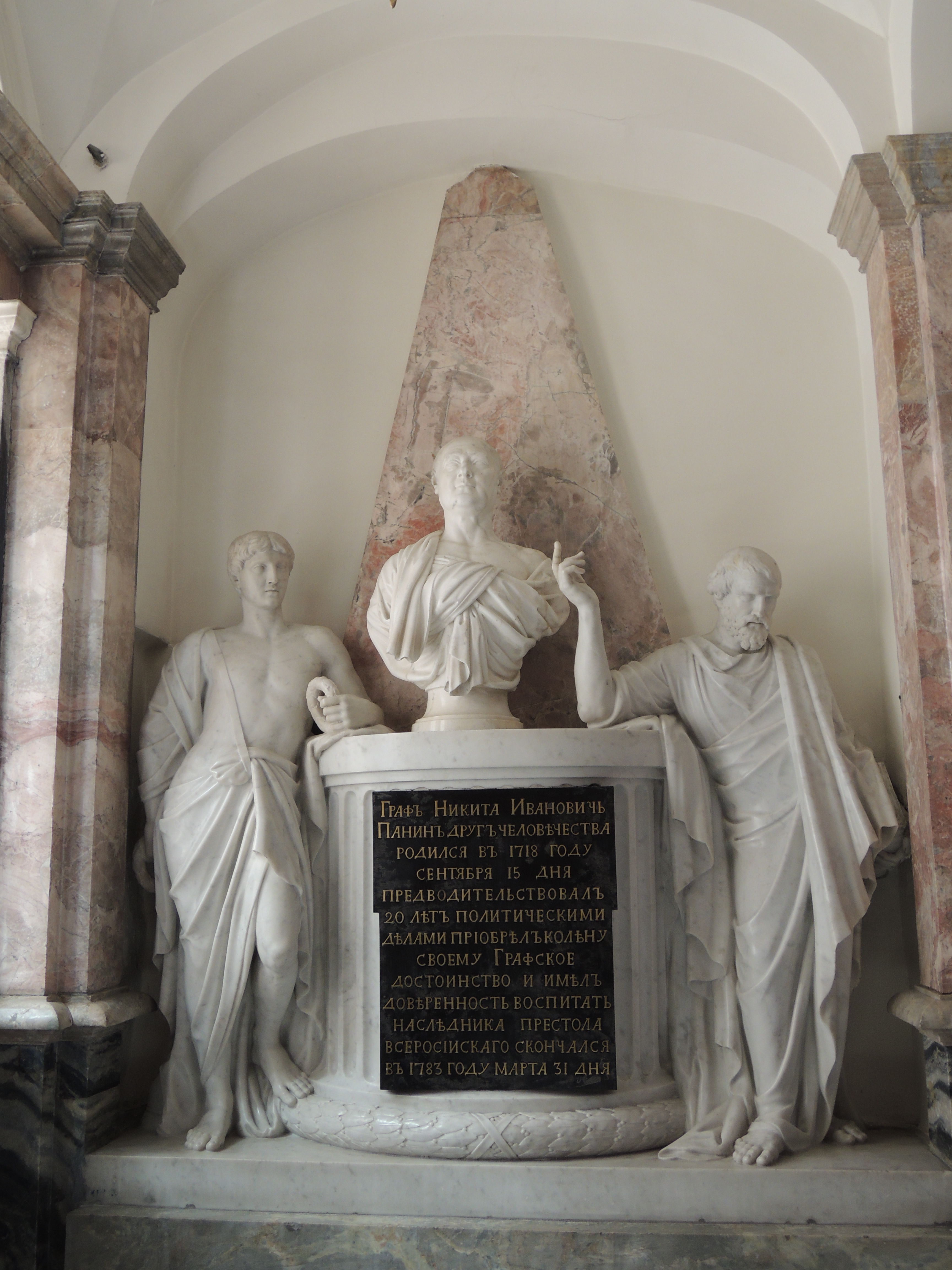
Надгробие Н. И. Панина в Благовещенской усыпальнице (скульптор И. П. Мартос, 1779—1781)

Панин не был женат, но увлечение женщинами часто ставилось ему в вину. Невестой его была умершая от оспы в 1768 году графиня Анна Шереметева. На склоне лет молва называла его «интимной приятельницей» Марию Талызину, женщину чудовищно толстую. Доподлинно известно то, что они сообща занимались воспитанием своих племянников князей Куракиных (Александра и Алексея), когда те лишились родителей.
При всей разносторонней деятельности, которую Панину приходилось проявлять, он был очень ленив и медлителен. Екатерина говорила, что он умрёт когда-нибудь от того, что поторопится.
Переводчик Коллегии иностранных дел Иван Пакарин выдавал себя за сына Екатерины II и Никиты Панина.

## Киновоплощения
- Емельян Пугачёв — Игорь Горбачёв
- Михайло Ломоносов — Александр Шворин
- Царская охота — Анатолий Шведерский
- Фаворит — Валерий Кухарешин
- Мушкетёры Екатерины — Юрий Томошевский
- Великая — Владимир Крылов
- Великая 2 — Павел Ворожцов
- Екатерина. Взлёт — Сергей Колтаков
- Екатерина. Самозванцы — Сергей Колтаков
- Екатерина Великая — Рони Киннер
- Царская прививка — Филипп Янковский
- Павел. Первый и последний — Владимир Стеклов

## Источник
- Браудо А. И. Панин, Никита Иванович // Энциклопедический словарь Брокгауза и Ефрона : в 86 т. (82 т. и 4 доп.). — СПб., 1890—1907.